# 中條站
中條站（日语：／ Nakajō eki */?）是位於新潟縣胎內市表町7番22號，東日本旅客鐵道（JR東日本）、日本貨物鐵道（JR貨物）的羽越本線車站。
此站是胎內市中心車站，同時位於中條市中為（前中條町）。所有特急「稻穗」和觀光列車「海里」均停站，大部分旅客列車均停站。

## 歷史
- 1914年（大正3年）
  - 6月1日：國有鐵道村上線新發田站至此站之間開通，此站啟用。為一般車站。
  - 11月1日：村上線此站至村上站之間開通。
- 1924年（大正13年）7月31日：全線開業，村上線編入至羽越線。
- 1925年（大正14年）11月20日：隨著支線與赤谷線啟用，羽越線改名為羽越本線。
- 1967年（昭和42年）2月：車站大樓重建。
- 1979年（昭和54年）4月：開設綠色窗口。
- 1985年（昭和60年）3月14日：終止行李起卸業務。
- 1987年（昭和62年）4月1日：伴隨國鐵分割民營化，車站由東日本旅客鐵道（JR東日本）和日本貨物鐵道（JR貨物）營運。
- 1988年（昭和63年）3月13日：專用線開始處理貨櫃貨物。
- 1994年（平成6年）12月3日：在站內開始處理貨櫃貨物。
- 1996年（平成8年）3月16日：貨櫃運送服務改為使用車輛代行。
- 2006年（平成18年）4月1日：部分JR貨物使用線外貨運站。
- 2007年（平成19年）3月8日：自動閘機開始使用。
- 2008年（平成20年）10月]]：關閉商店（KIOSK）。
- 2010年（平成22年）3月]]：在商店遺址開設觀光詢問處。
- 2012年（平成24年）：觀光詢問處內新設商店。於站內加設保安系統。
- 2014年（平成26年）4月1日：此站開始可以使用IC卡「Suica」[1]。
- 2016年（平成28年）12月3日：隨著車站進行跨站式站房工程，車站大樓暫停使用，轉為使用臨時車站大樓[2]。
- 2018年（平成30年）7月21日：新車站大樓與閘外行人通道開始使用[3][4]。部分西出口廣場開始使用[5]。
- 2019年（平成31年）春天：觀光交流室與西出口單車停泊處開始使用[6]。
- 2020年（令和2年）4月1日：成為業務委託車站。

### 中条站周邊工程計劃
在2002年，當時的中條町提出「都市總體規劃」，當中包括加強交通設施，把此站前建造一個約5000平方米的站前廣場。縣和町在1998年起改善和修總縣道中條停車場線（中條站前廣場工程），最後在2007年度尾完成工程。
另一方面，雖然中條地區市內一直進行工程改善，但是當時未有計劃建設任何設施橫過羽越本線，車站西邊的居住需要使用平交道橫過路軌才能使用此站，又或是繞道前往跨線橋才能橫過路軌。而在早上繁忙時間，由於列車班次較頻密，造成不便和擁塞。
在合併成為胎內市後。於2006年，該市提出「第一次胎內市綜合計劃」，在該計劃中進行都市規劃。在這個計劃中，包括了「中條站西出口周邊工程」，把現時只有東邊的車站大樓外，加設西出口，並在西出口外建設站前廣場。車站大樓改建為跨站式站房和設立閘外行人通道，這個工程同時活用了JR貨物的廢線用地。
這個計劃被獲得第13屆城鎮交流大獎（部門獎 城鎮發展計劃獎）。在2018年7月，跨站式站房、閘外行人通道開始使用，部分西出口廣場也開始使用。

## 車站構造

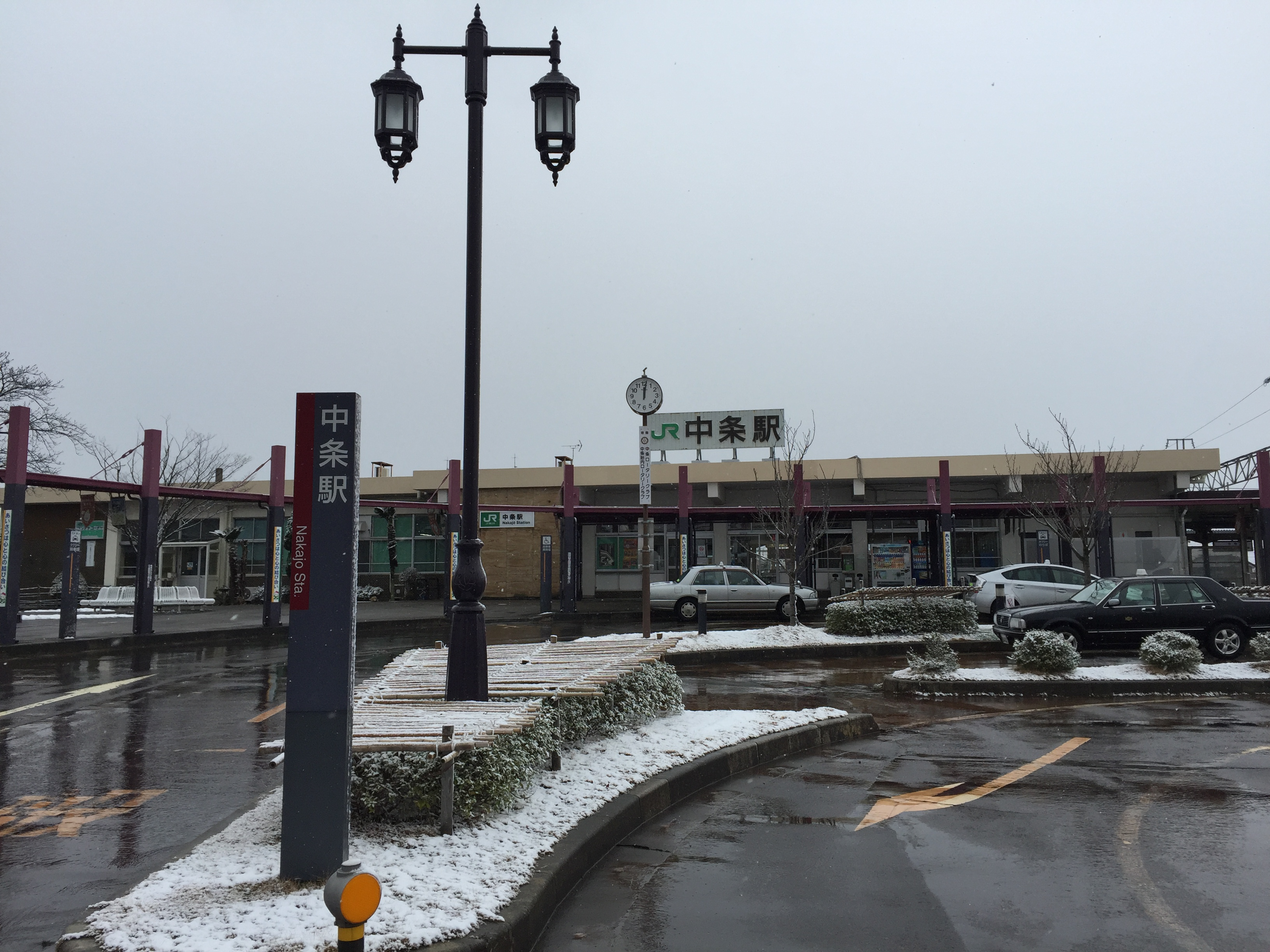
跨站式站房建成前的舊車站大樓

車站是一座地面車站（跨站式站房），從東邊起設有1面1線的單式月台和1面2線的島式月台，共有2面3線的月台。各月台設有樓梯連接跨站式站房。另外，在3號月台西邊曾經設有側線，但是現時已經撒走。
此站是由村上站管理的業務委託車站，委托了JR新潟Business負責車站業務。車站大樓2樓設有綠色窗口、自動售票機、自動閘機、候車室（閘內）、廁所（閘內）。在連接東西的行人通道設有大型屏幕顯示胎內資訊。在第1層設有廁所（東西兩方），在東出口一方設有「觀光交流室」，在內設有候車功能和觀光資訊功能，也可在該處租賃單車。在東、西出口均設有樓梯和升降機。
東出口和西出口設有站前廣場和迴旋處。在東出口廣場側設有泊車轉乘停車場。在每月12月至2月期間，於東出口的櫻花樹會加設燈飾。

### 月台
| 月台 | 路線      | 上下行     | 方向                       |
| ---- | --------- | ---------- | -------------------------- |
| 1    | ■羽越本線 | 上行       | 新發田、新津、新潟方向     |
| 2    | ■羽越本線 | （待避線） | （待避線）                 |
| 3    | ■羽越本線 | 下行       | 村上、鶴岡、酒田、秋田方向 |

參考

## 貨物起卸

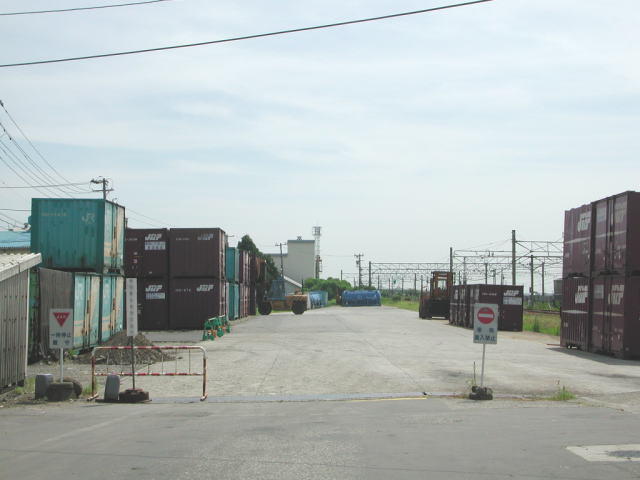
中條線外貨運站

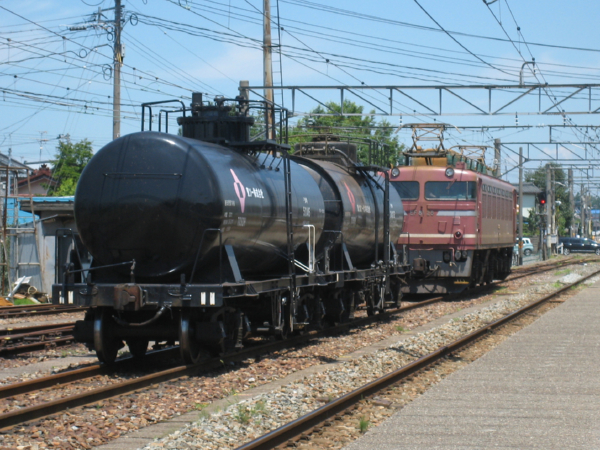
工作中的電氣機車（2007年7月）

在JR貨物車站中，可起卸貨櫃（只限12呎）和臨時車載貨物。在貨櫃運送中會使用貨車運送。

### 中條線外貨運站
中條線外貨運站（簡稱：中條ORS）是屬於JR貨物中條站。該站位於車站大樓南邊，設有貨櫃集散基地。每日設有3.5往返班次（此站有3班）來往新潟貨物總站，使用貨車運送。
曾經此站的貨櫃是使用列車運送，在1996年（平成8年）3月改用貨車代行，成為汽車代行站。

### 專用線
曾經在此站設有專用線，從車站西邊的側線，向本線西北方延伸，前往可樂麗中條事業所。該專用線用作運送載有化學藥品、燒鹼和鹽酸（燒鹼和鹽酸是來自酒田港站）的罐車。專用線在2008年（平成20年）3月廢止，在1996年前使用貨運運送。
另外，在車站南邊設有水澤化學工業中條工廠的專用線，在1990年代後期廢止。

## 使用狀況
在2019年度（令和元年度），1日平均乘車人次為1,155人。
以下列出近年1日平均乘車人次：
| 乘車人次變化       | 乘車人次變化     | 乘車人次變化 |
| 年度               | 1日平均 乘車人次 | 參考資料     |
| ------------------ | ---------------- | ------------ |
| 1965年（昭和40年） | 2,038            | [ 旅客 2 ]   |
| 1970年（昭和45年） | 1,797            | [ 旅客 3 ]   |
| 1975年（昭和50年） | 1,761            | [ 旅客 4 ]   |
| 2000年（平成12年） | 1,596            | [ 旅客 5 ]   |
| 2001年（平成13年） | 1,504            | [ 旅客 6 ]   |
| 2002年（平成14年） | 1,449            | [ 旅客 7 ]   |
| 2003年（平成15年） | 1,444            | [ 旅客 8 ]   |
| 2004年（平成16年） | 1,414            | [ 旅客 9 ]   |
| 2005年（平成17年） | 1,368            | [ 旅客 10 ]  |
| 2006年（平成18年） | 1,326            | [ 旅客 11 ]  |
| 2007年（平成19年） | 1,330            | [ 旅客 12 ]  |
| 2008年（平成20年） | 1,300            | [ 旅客 13 ]  |
| 2009年（平成21年） | 1,254            | [ 旅客 14 ]  |
| 2010年（平成22年） | 1,236            | [ 旅客 15 ]  |
| 2011年（平成23年） | 1,213            | [ 旅客 16 ]  |
| 2012年（平成24年） | 1,232            | [ 旅客 17 ]  |
| 2013年（平成25年） | 1,261            | [ 旅客 18 ]  |
| 2014年（平成26年） | 1,193            | [ 旅客 19 ]  |
| 2015年（平成27年） | 1,214            | [ 旅客 20 ]  |
| 2016年（平成28年） | 1,199            | [ 旅客 21 ]  |
| 2017年（平成29年） | 1,191            | [ 旅客 22 ]  |
| 2018年（平成30年） | 1,189            | [ 旅客 23 ]  |
| 2019年（令和元年） | 1,155            | [ 旅客 1 ]   |

### 貨物
根據「新潟縣統計年鑑」，以下列出近年貨物運送變化。另外，在運送貨物量單位中，1993年度 - 1998年度（平成5年度 - 平成10年度）為公噸，1999年度（平成11年度）以後為千噸。
| 貨物運送變化       | 貨物運送變化 | 貨物運送變化 |
| 年度               | 運送貨物量   | 參考資料     |
| ------------------ | ------------ | ------------ |
| 1993年（平成05年） | 80,341       | [ 貨物 1 ]   |
| 1994年（平成06年） | 87,468       | [ 貨物 1 ]   |
| 1995年（平成07年） | 79,670       | [ 貨物 1 ]   |
| 1996年（平成08年） | 70,558       | [ 貨物 1 ]   |
| 1997年（平成09年） | 68,081       | [ 貨物 1 ]   |
| 1998年（平成10年） | 68,276       | [ 貨物 2 ]   |
| 1999年（平成11年） | 66.8         | [ 貨物 3 ]   |
| 2000年（平成12年） | 66.1         | [ 貨物 3 ]   |
| 2001年（平成13年） | 59.0         | [ 貨物 3 ]   |
| 2002年（平成14年） | 54.7         | [ 貨物 3 ]   |
| 2003年（平成15年） | 53.8         | [ 貨物 3 ]   |
| 2004年（平成16年） | 47.9         | [ 貨物 4 ]   |
| 2005年（平成17年） | 51.1         | [ 貨物 4 ]   |
| 2006年（平成18年） | 39.7         | [ 貨物 4 ]   |
| 2007年（平成19年） | 34.9         | [ 貨物 4 ]   |
| 2008年（平成20年） | 37.9         | [ 貨物 4 ]   |
| 2009年（平成21年） | 37.3         | [ 貨物 5 ]   |
| 2010年（平成22年） | 40.7         | [ 貨物 5 ]   |
| 2011年（平成23年） | 42.4         | [ 貨物 5 ]   |
| 2012年（平成24年） | 46.0         | [ 貨物 5 ]   |
| 2013年（平成25年） | 50.6         | [ 貨物 5 ]   |
| 2014年（平成26年） | 51.3         | [ 貨物 6 ]   |
| 2015年（平成27年） | 55.1         | [ 貨物 6 ]   |
| 2016年（平成28年） | 56.1         | [ 貨物 6 ]   |
| 2017年（平成29年） | 59.0         | [ 貨物 6 ]   |
| 2018年（平成30年） | 58.4         | [ 貨物 6 ]   |

## 車站周邊

### 東出口
東出口對出為中條市區，為一個古老的宿場町。
- 新潟縣道585號中條停車場線（日语：新潟県道585号中条停車場線）
- 國道7號（中條黑川繞道（日语：中条黒川バイパス））
- 中條駅站簡易郵局
- 胎內市政廳
- 水澤化學工業（日语：水澤化学工業）中條工曾
- 中條郵局（日语：中条郵便局）
- 第四銀行（日语：第四銀行）中條中央分店
- 北越銀行（日语：北越銀行）中條分店
- 新潟縣信用組合（日语：新潟縣信用組合）中條分店
- 南伊利諾伊大學新潟分校遺址（日语：南イリノイ大学新潟校）
- 新潟縣立中條高等学校（日语：新潟県立中条高等学校）
- 胎內市立中條中學
- 胎內市立中條小學
- 蔦屋書店中條店（TSUTAYA）
- Uoroku（日语：ウオロク）中條店
- 大阪屋（日语：大阪屋 (新潟市)）中條店
- BOOK OFF中條店
- KOMERI 中條店
- 小野商店（模型店）
- 山田電機Tecc Land胎內店（東南方乘車約3分鐘）
- 7-11胎內中條店

### 西出口
新設西出口後新建住宅區，也設有飲食街。
- 醫療法人社團 共生會 中條中央醫院
- 奧山莊（日语：奥山荘）歷史館
- 胎內市立胎內小學
- 可樂麗新潟事業所

## 巴士路線
在東出口迴旋路內設有以下巴士站與路線。曾經新潟交通觀光巴士設有一般巴士路線駛入此站前，在2017年秋天後改為需求制服務。
- 預約制共乘車「善意號」[16] - 行走於市內所有地方的需求型交通。服務對象不單是當地市民，還有在市外的人觀光時可以使用該服務[17]。
- 免費觀光巴士[18][19] - 在某些季節的星期六、日及假期服務。

## 其他
- 由於市內設有南伊利諾伊大學卡本代爾分校，因此在車站時間表中會設有日語和英語兩種語言。
- 車站內部分電器（包括於候車室的液晶體電視和照明等）是由日立寄贈。

## 相鄰車站
東日本旅客鐵道
■羽越本線
- 特急「稻穗」、快速「樂樂列車村上」、快速「海里」停車站

□快速「紅花」
新發田－中條－坂町
■快速
新發田－（上行部分列車停加治）－中條－坂町
■普通
金塚－中條－平木田

## 注腳

### 使用狀況

#### 旅客
1. 1 2  . 東日本旅客鉄道.   [2020-07-13]. （原始内容存档于2020-07-11） （日语）.
2. ↑  鐵道統計年報昭和40年版p100　新潟鐵道管理局
3. ↑  鐵道統計年報昭和45年版p90-91　新潟鐵道管理局
4. ↑  鐵道統計年報昭和50年版p64-65　新潟鐵道管理局
5. ↑  . 東日本旅客鉄道.   [2019-02-25]. （原始内容存档于2019-03-27） （日语）.
6. ↑  . 東日本旅客鉄道.   [2019-02-25]. （原始内容存档于2019-03-27） （日语）.
7. ↑  . 東日本旅客鉄道.   [2019-02-25]. （原始内容存档于2019-03-27） （日语）.
8. ↑  . 東日本旅客鉄道.   [2019-02-25]. （原始内容存档于2019-03-27） （日语）.
9. ↑  . 東日本旅客鉄道.   [2019-02-25]. （原始内容存档于2019-03-27） （日语）.
10. ↑  . 東日本旅客鉄道.   [2019-02-25]. （原始内容存档于2019-03-27） （日语）.
11. ↑  . 東日本旅客鉄道.   [2019-02-25]. （原始内容存档于2019-03-27） （日语）.
12. ↑  . 東日本旅客鉄道.   [2019-02-25]. （原始内容存档于2019-04-02） （日语）.
13. ↑  . 東日本旅客鉄道.   [2019-02-25]. （原始内容存档于2019-03-27） （日语）.
14. ↑  . 東日本旅客鉄道.   [2019-02-25]. （原始内容存档于2019-03-27） （日语）.
15. ↑  . 東日本旅客鉄道.   [2019-02-25]. （原始内容存档于2019-03-27） （日语）.
16. ↑  . 東日本旅客鉄道.   [2019-02-25]. （原始内容存档于2019-03-27） （日语）.
17. ↑  . 東日本旅客鉄道.   [2019-02-25]. （原始内容存档于2018-10-26） （日语）.
18. ↑  . 東日本旅客鉄道.   [2019-02-25]. （原始内容存档于2016-04-04） （日语）.
19. ↑  . 東日本旅客鉄道.   [2019-02-25]. （原始内容存档于2019-03-27） （日语）.
20. ↑  . 東日本旅客鉄道.   [2019-02-25]. （原始内容存档于2019-03-23） （日语）.
21. ↑  . 東日本旅客鉄道.   [2019-02-25]. （原始内容存档于2017-07-29） （日语）.
22. ↑  . 東日本旅客鉄道.   [2019-02-25]. （原始内容存档于2018-07-06） （日语）.
23. ↑  . 東日本旅客鉄道.   [2019-07-21]. （原始内容存档于2019-07-05） （日语）.

#### 貨物
1. ↑   (Excel). 第109回 新潟縣統計年鑑 1998. 新潟県.   [2020-08-13]. （原始内容存档于2020-08-13） （日语）.
2. ↑   (Excel). 第110回 新潟縣統計年鑑 1999. 新潟県.   [2020-08-13]. （原始内容存档于2020-08-13） （日语）.
3. ↑   (Excel). 第115回 新潟縣統計年鑑 2000. 新潟県. 2005-03  [2020-08-13]. （原始内容存档于2020-08-13） （日语）.
4. ↑   (PDF). 第120回 新潟縣統計年鑑 2009. 新潟県: 216. 2010-03  [2020-08-13]. （原始内容存档 (PDF)于2020-08-13） （日语）.
5. ↑   (PDF). 第125回 新潟県統計年鑑 2014. 新潟県: 208. 2015-03  [2020-08-13]. （原始内容存档 (PDF)于2020-08-13） （日语）.
6. ↑   (PDF). 第130回 新潟県統計年鑑 2019. 新潟県: 208. 2020-03  [2020-08-13]. （原始内容存档 (PDF)于2020-08-13） （日语）.

## 外部連結
- 車站資訊（中條）：東日本旅客鐵道（日語）
- 中條站觀光交流室的X（前Twitter）
- 中條站西出口周邊工程 （页面存档备份，存于）（日語） 胎內市